# Konegowdanahundi, Heggadadevankote
Konegowdanahundi là một làng thuộc tehsil Heggadadevankote, huyện Mysore, bang Karnataka, Ấn Độ.